# Carrer de la Pau

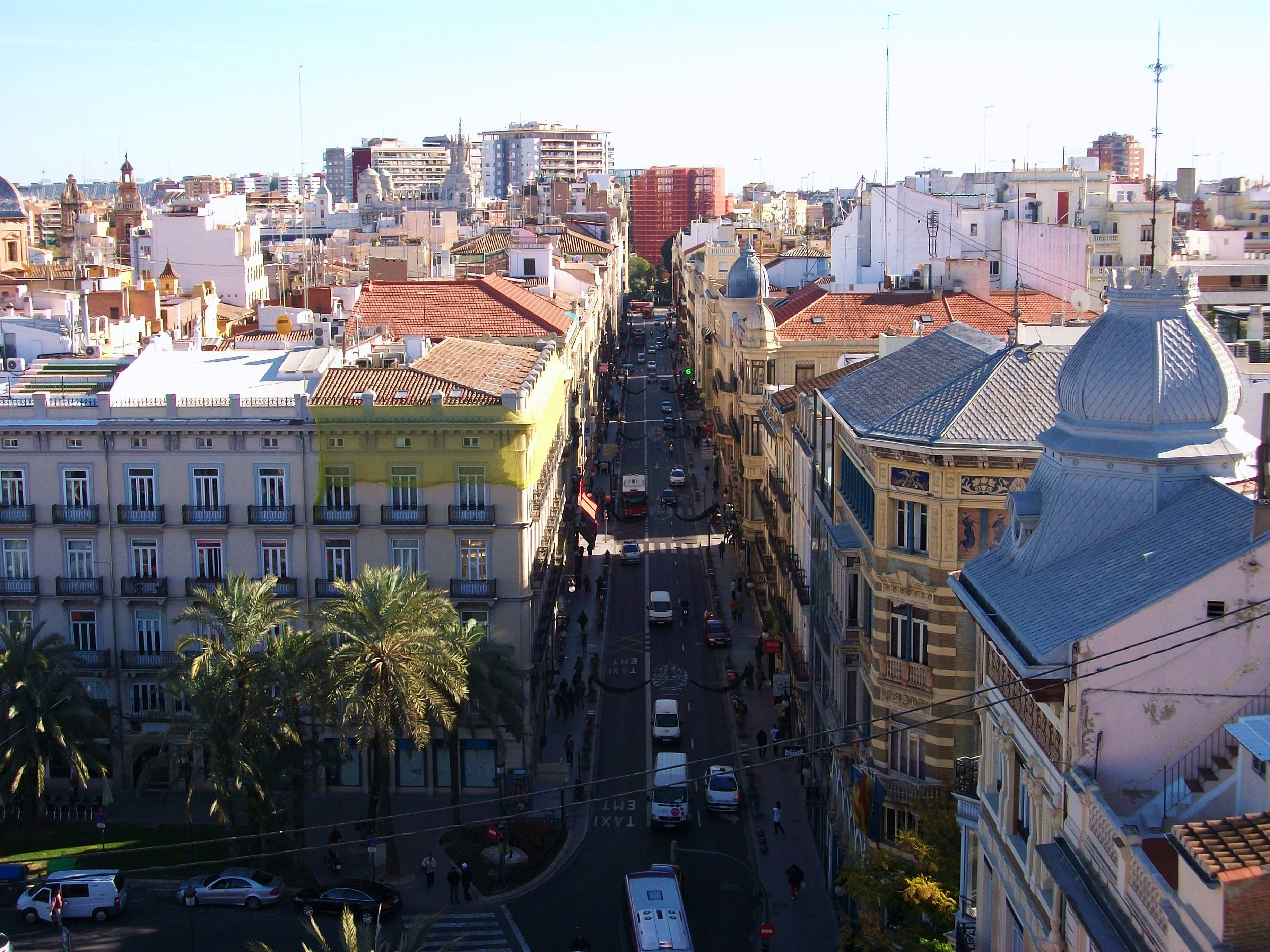
Vista del carrer de la Pau

El carrer de la Pau és una via urbana del centre de la ciutat de València, situada entre la plaça d'Alfons el Magnànim i la plaça de la Reina. També fita amb el carrer del Poeta Querol i el carrer de Sant Vicent Màrtir.

## Història
De traçat rectilini, trenca amb els carrers medievals que l'envolta. Dissenyat el 1869 pels arquitectes Sorní i Mercade, té una amplària de setze metres. Fou una de les reformes urbanes més significants de la València del segle xix, i necessità l'enderroc de moltes cases i convents, com els de Santa Tecla i Sant Cristòfol, i trigà uns trenta anys a acabar-se. Les cases, d'estil eclèctic, foren habitades per la burgesia fins a la darreria del segle xx, quan la majoria han passat a convertir-se en oficines.

## Elements importants
El carrer de la Pau és un dels carrers més prestigiosos de la ciutat; agrupa un gran nombre de cases i palaus modernistes de gran interès arquitectònic. Marca el límit sud del barri de la Xerea i l'antic call de València, centrat al carrer adjacent de Lluís Vives. El 9 d'octubre, Diada Nacional valenciana, transcorre la processó de la Senyera coronada pel carrer de la Pau, i a través d'aquest accedeix a la plaça d'Alfons el Magnànim, on termina (vegeu Nou d'Octubre).
Entre les cases a destacar, hi ha la Casa Sancho, dissenyada per Joaquín María Arnau Miramón.
Característic del carrer és la vista que proporciona del campanar de l'església de Santa Caterina, situat al fons del carrer.

## Galeria d'imatges

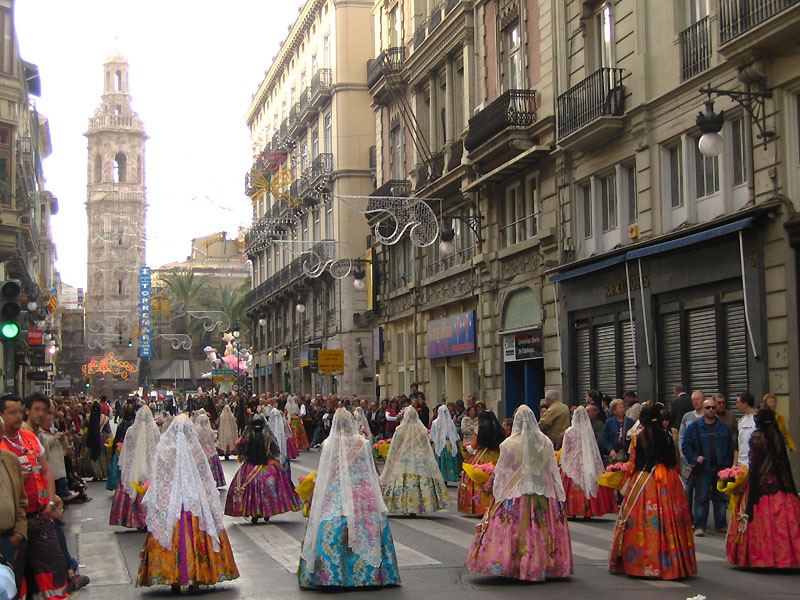
Processó d'ofrena al carrer de la Pau
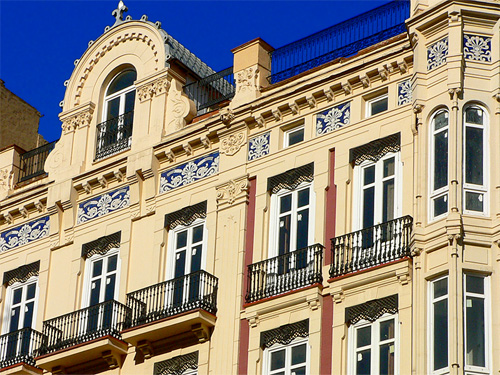
Detall de la Casa Sancho